# Canalipalpats

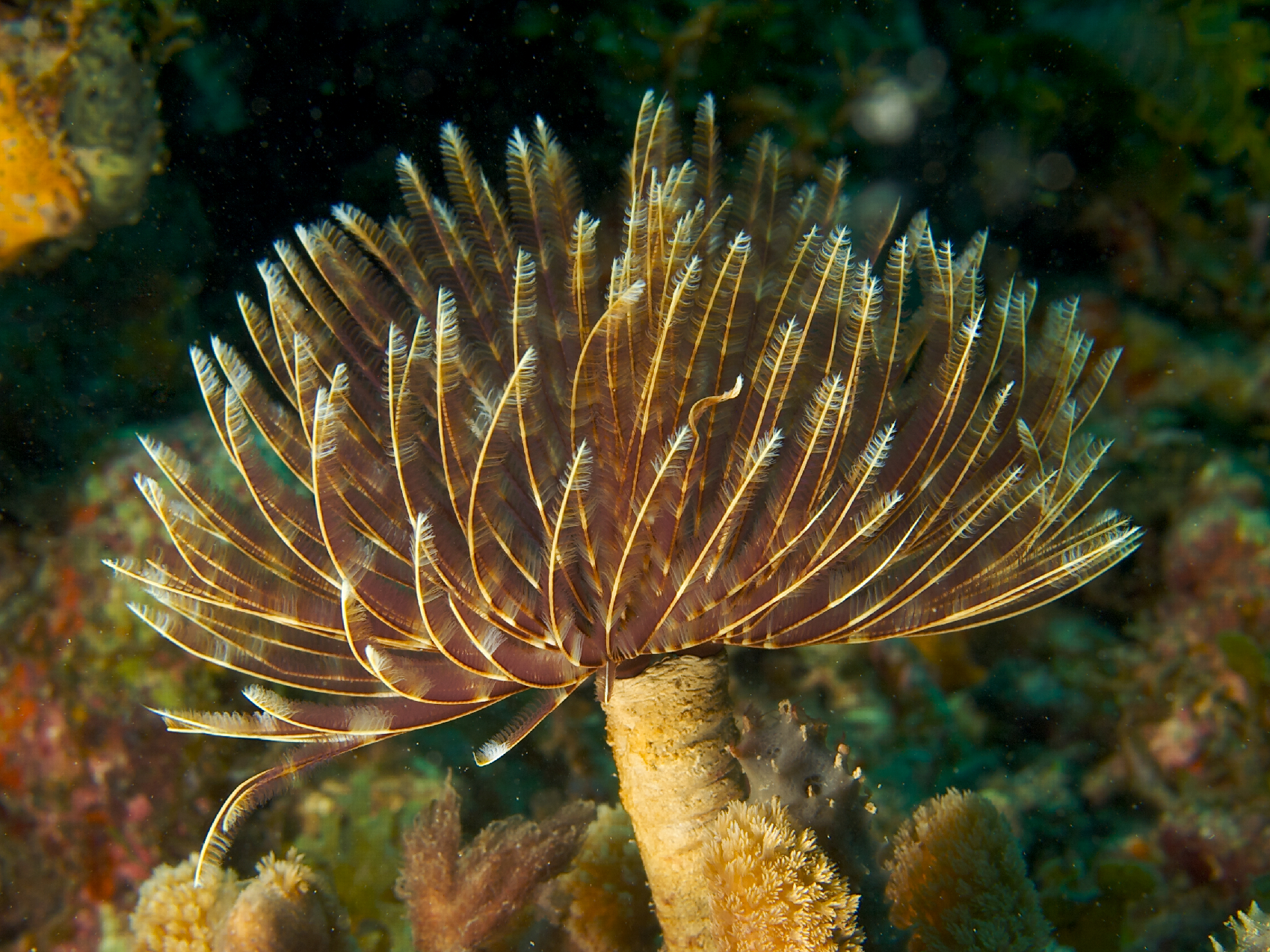
Sabellastarte magnifica.

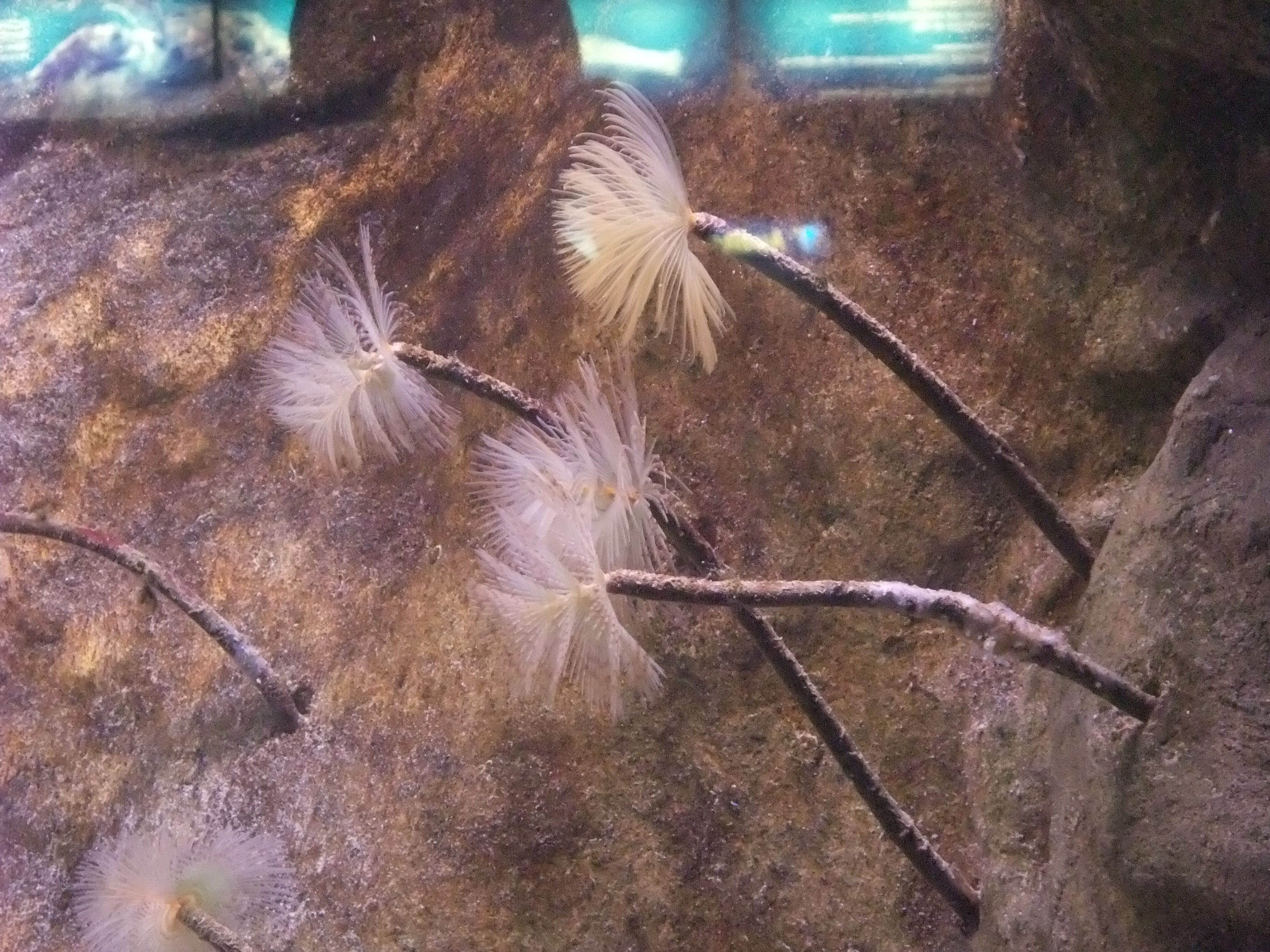
Sabella spalanzani a l'aquari de Barcelona.

Els canalipalpats (Canalipalpata) són una infraclasse d'annèlids de la classe dels poliquets. Consta de nombroses famílies entre les quals destaquen les de l'ordre dels sabèl·lides (cucs tubulars, cucs en ventall, i cucs plomosos) i els Alvinellidae, una família de cucs marins d'aigües profundes associats amb surgències submarines termals.
Els canalipalpats no tenen ni dents ni mandíbules. La majoria s'alimenten mitjançant filtració. Tots, excepte la família Siboglinidae, disposen de cilis que condueixen les partícules d'aliment a la boca.

## Registre fòssil
El membre més antic d'aquest grup, que s'ha trobat fossilitzat a l'illa de Terranova, és Terebellites franklini i data del Cambrià mitjà.

## Ús en aquaris
Moltes espècies de canalipalpats són vistoses. Es recomanen per a principiants dels aquaris marins (d'aigua salada) les espècies de Sabellida i l'espècie cuc de l'arbre de Nadal (un tipus de serpúlid).

## Taxonomia
La infraclasse Canalipalpata es subdivideix en tres ordres y 23 famílies i inclou un total de 4.073 espècies:
Famílies basals
- Família Sabellariidae Johnston, 1865

Ordre Sabellida
- Família Fabriciidae Rioja, 1923
- Família Sabellidae Latreille, 1825
- Família Serpulidae Rafinesque, 1815
- Família Siboglinidae Caullery, 1914 (abans fílums Pogonophora i Vestimentifera)

Ordre Spionida
- Família Apistobranchidae Mesnil & Caullery, 1898
- Família Longosomatidae Hartman, 1944
- Família Poecilochaetidae Hannerz, 1956
- Família Spionidae Grube, 1850
- Família Trochochaetidae Pettibone, 1963
- Família Uncispionidae Green, 1982

Ordre Terebellida
- Subordre Cirratuliformia
  - Família Acrocirridae Banse, 1969
  - Família Cirratulidae Ryckholt, 1851
  - Família Ctenodrilidae Kennel, 1882
  - Família Fauveliopsidae Hartman, 1971
  - Família Flabelligeridae de Saint-Joseph, 1894
  - Família Sternaspidae Carus, 1863
- Subordre Terebelliformia
  - Família Alvinellidae Desbruyères & Laubier, 1986
  - Família Ampharetidae Malmgren, 1866
  - Família Melinnidae Chamberlin, 1919
  - Família Pectinariidae Quatrefages, 1866
  - Família Terebellidae Johnston, 1846
  - Família Trichobranchidae Malmgren, 1866